# Chupa (Carelia)
Chupa (ruso: Чу́па; carelio: Čuuppa) es un asentamiento de tipo urbano de la república rusa de Carelia perteneciente al raión de Louji en el norte de la república.
En 2019, la localidad tenía una población de 2203 habitantes.
Se conoce la existencia de la localidad desde 1574, cuando se menciona como un asentamiento pomor en un documento del monasterio de Solovetsky. A partir del siglo XVII se desarrolló como un centro de producción de mica y desde 1922 se industrializó produciendo feldespato, cuarzo y pegmatita. Adoptó estatus urbano en 1943.
Se ubica unos 20 km al norte de la capital distrital Louji. Tiene salida portuaria al mar Blanco a través de una larga y estrecha bahía del golfo de Kandalakcha.